# Un colpo da dilettanti
Un colpo da dilettanti (Bottle Rocket) è un film del 1996 diretto da Wes Anderson.
È l'esordio sul grande schermo sia per Anderson alla regia che per i fratelli Owen e Luke Wilson all'interpretazione.

## Trama
Uscito da un ospedale psichiatrico, Anthony non sa cosa fare della sua vita. Gli viene in aiuto l'amico Dignan, che gli propone un colpo che dovrebbe risollevare i loro spiriti e le loro tasche. Viene coinvolto anche Bob, un amico e vicino di Anthony, in quanto è l'unico a possedere una macchina. Durante un viaggio, in un motel Anthony si innamora di una cameriera di nome Inez, mentre Bob è costretto ad abbandonarli per colpa di un fratello minore problematico, facendo rinunciare al colpo i due amici. Il piano sembra essere tramontato, se non fosse che, dopo alcuni mesi, Dignan torna alla carica, convincendo nuovamente l'amico a imbarcarsi nella bizzarra avventura. A capo delle operazioni, oltre a Dignan, c'è l'architetto Henry, ex capo di Dignan.
Il colpo va a finire male: Dignan viene arrestato, mentre Anthony e gli altri tre complici riescono a fuggire, seppur a mani vuote. Anthony e Bob, sempre poveri ma più felici che abbattuti, fanno visita in penitenziario a Dignan, che è stato condannato a due anni di reclusione.

## Distribuzione
Rimasto inedito nelle sale italiane, è andato in onda su Italia 1 ed è uscito in tiratura limitata in VHS.

## Riconoscimenti
- MTV Movie Awards 1996: miglior nuovo film-maker
- Los Angeles Film Critics Association Awards 1998: New Generation Award (anche per Rushmore)

## Bottle Rocket (cortometraggio)
Il titolo originale, Bottle Rocket, è lo stesso del cortometraggio girato 4 anni prima, nel 1992, da Anderson quando era ancora alla University of Texas insieme ad Owen Wilson, incontrato proprio durante gli studi, e distribuito al Sundance Film Festival nel 1994 grazie al produttore James L. Brooks, poi produttore anche del lungometraggio. Anche questa volta, però, "l'iperrealtà" tipica del cinema di Anderson proietta i protagonisti in una dimensione parallela in cui sembrano palline da flipper senza una logica temporale. La trama è, ovviamente, impronosticabile nella sua soluzione.